# Association des informateurs judiciaires
L'Association des informateurs judiciaires, est un groupement de journalistes professionnels fondé par le journaliste Henri Bourgeois en 1908.

## Historique
Fondée par le journaliste Henri Bourgeois, chef du service des informations judiciaires au Petit Journal et déclarée le 24 décembre 1908, l'Association des informateurs judiciaires est une association loi de 1901 domiciliée au Palais de justice de Paris. Sa création est mentionnée au Journal officiel de la République française du 1er janvier 1909,,,,,. 
Elle a pour objectif :

« la défense et la protection juridique des journalistes officiant pour le compte de journaux d'informations et rapportant le contenu des affaires judiciaires instruites par la préfecture de police de Paris. »

En 1911, elle devient Association des informateurs judiciaires parisiens,,, pour la distinguer des associations similaires de province. 
Cette association loi de 1901 est parfois citée par erreur en tant que syndicat des informateurs judiciaires dans la presse de l'époque, et assimilée à tort à un syndicat de type loi de 1884.